# Liste des histoires de Lucky Luke
Cet article dresse la liste des histoires de Lucky Luke dans leur ordre de parution.

## Histoires
Certaines des histoires courtes ont été combinées dans un seul album. Par exemple, l'album La Ballade des Dalton et autres histoires (1986) comprend Grabuge à Pancake Valley (1955), La Ballade des Dalton, Un Amour de Jolly Jumper et L'École des shérifs (1978).
| année | titre                                    | nombre de pages | dessin                   | scénario                          | première publication           | publication album                                                          |
| ----- | ---------------------------------------- | --------------- | ------------------------ | --------------------------------- | ------------------------------ | -------------------------------------------------------------------------- |
| 1946  | Arizona 1880                             | 20              | Morris                   | Morris                            | Almanach 1947 (Spirou)         | Arizona (Dupuis)                                                           |
| 1947  | La Mine d'or de Dick Digger              | 24              | Morris                   | Morris                            | Spirou                         | La Mine d'or de Dick Digger (Dupuis)                                       |
| 1947  | Lucky Luke et son cheval Jolly Jumper    | 1               | Morris                   | Morris                            | Spirou                         | Arizona (Dupuis)                                                           |
| 1947  | Lucky Luke et son cheval Jolly Jumper    | 1               | Morris                   | Morris                            | Spirou                         | Arizona (Dupuis)                                                           |
| 1947  | Le Sosie de Lucky Luke                   | 22              | Morris                   | Morris                            | Spirou                         | La Mine d'or de Dick Digger (Dupuis)                                       |
| 1948  | Grand rodéo                              | 18              | Morris                   | Morris                            | Spirou                         | Rodéo (Dupuis)                                                             |
| 1948  | Lucky Luke à Desperado-City              | 21              | Morris                   | Morris                            | Spirou                         | Rodéo (Dupuis)                                                             |
| 1949  | La Ruée vers l'or de Buffalo Creek       | 18              | Morris                   | Morris                            | Spirou                         | Rodéo (Dupuis)                                                             |
| 1949  | Lucky Luke contre Cigarette Cæsar        | 17              | Morris                   | Morris                            | Spirou                         | Arizona (Dupuis)                                                           |
| 1949  | Le Retour de Joe la Gachette             | 17              | Morris                   | Morris                            | Spirou                         | Sous le ciel de l'Ouest (Dupuis)                                           |
| 1950  | Jours de round-up                        | 11              | Morris                   | Morris                            | Spirou                         | Sous le ciel de l'Ouest (Dupuis)                                           |
| 1950  | Le Grand Combat                          | 17              | Morris                   | Morris                            | Spirou                         | Sous le ciel de l'Ouest (Dupuis)                                           |
| 1951  | Nettoyage à Red-City                     | 20              | Morris                   | Morris                            | Spirou                         | Lucky Luke contre Pat Poker (Dupuis)                                       |
| 1951  | Hors-la-loi                              | 34              | Morris                   | Morris                            | Spirou                         | Hors-la-loi (Dupuis)                                                       |
| 1952  | Tumulte à Tumbleweed                     | 24              | Morris                   | Morris                            | Spirou                         | Lucky Luke contre Pat Poker (Dupuis)                                       |
| 1952  | Le Retour des frères Dalton              | 10              | Morris                   | Morris                            | Spirou                         | Hors-la-loi (Dupuis)                                                       |
| 1952  | Lucky Luke et le Docteur Doxey           | 22              | Morris                   | Morris                            | Spirou                         | L'Élixir du Docteur Doxey (Dupuis)                                         |
| 1953  | Chasse à l'homme                         | 22              | Morris                   | Morris                            | Spirou                         | L'Élixir du Docteur Doxey (Dupuis)                                         |
| 1954  | Lucky Luke et Phil Defer « le Faucheux » | 35              | Morris                   | Morris                            | Le Moustique                   | Phil Defer (Dupuis)                                                        |
| 1954  | Lucky Luke et Pilule                     | 9               | Morris                   | Morris                            | Le Moustique                   | Phil Defer (Dupuis)                                                        |
| 1955  | Des Rails sur la prairie                 | 44              | Morris                   | Goscinny                          | Spirou                         | Des Rails sur la prairie (Dupuis)                                          |
| 1955  | Grabuge à Pancake Valley                 | 4               | Morris                   | Morris                            | Risque-Tout                    | L'Univers de Morris (Dargaud)                                              |
| 1956  | Lucky Luke et Androclès                  | 4               | Morris                   | Louis De Bevere                   | Risque-Tout                    | L'Univers de Morris (Dargaud)                                              |
| 1956  | Sérénade à Silvertown                    | 1               | Morris                   | Morris                            | Spirou                         | L'Univers de Morris (Dargaud)                                              |
| 1956  | Alerte aux Pieds-Bleus                   | 44              | Morris                   | Morris                            | Spirou                         | Alerte aux Pieds-Bleus (Dupuis)                                            |
| 1956  | Lucky Luke contre Joss Jamon             | 44              | Morris                   | Goscinny                          | Spirou                         | Lucky Luke contre Joss Jamon (Dupuis)                                      |
| 1956  | Voleurs de Chevaux                       | 4               | Morris                   | Morris                            | Risque-Tout                    | L'Univers de Morris (Dargaud)                                              |
| 1957  | Les Cousins Dalton                       | 44              | Morris                   | Goscinny                          | Spirou                         | Les Cousins Dalton (Dupuis)                                                |
| 1957  | Le Juge                                  | 44              | Morris                   | Goscinny                          | Spirou                         | Le Juge (Dupuis)                                                           |
| 1958  | Ruée sur l'Oklahoma                      | 44              | Morris                   | Goscinny                          | Spirou                         | Ruée sur l'Oklahoma (Dupuis)                                               |
| 1958  | L'Évasion des Dalton                     | 44              | Morris                   | Goscinny                          | Spirou                         | L'Évasion des Dalton (Dupuis)                                              |
| 1959  | En remontant le Mississippi              | 44              | Morris                   | Goscinny                          | Spirou                         | En remontant le Mississippi (Dupuis)                                       |
| 1960  | Sur la piste des Dalton                  | 44              | Morris                   | Goscinny                          | Spirou                         | Sur la piste des Dalton (Dupuis)                                           |
| 1960  | Rapt au Far West                         | 2               | Remacle                  | Remacle                           | Spirou                         |                                                                            |
| 1960  | Les Dalton courent toujours              | 12              | Morris                   | Goscinny                          | Le Parisien libéré             | Les Dalton courent toujours (Dupuis)                                       |
| 1960  | À l'ombre des derricks                   | 44              | Morris                   | Goscinny                          | Spirou                         | À l'ombre des derricks (Dupuis)                                            |
| 1961  | Les Rivaux de Painful Gulch              | 44              | Morris                   | Goscinny                          | Spirou                         | Les Rivaux de Painful Gulch (Dupuis)                                       |
| 1961  | Les Dalton sur le sentier de la guerre   | 32              | Morris                   | Goscinny                          | Le Parisien libéré             | Les Dalton courent toujours (Dupuis)                                       |
| 1961  | Billy the Kid                            | 44              | Morris                   | Goscinny                          | Spirou                         | Billy the Kid (Dupuis)                                                     |
| 1961  | Les Collines noires                      | 44              | Morris                   | Goscinny                          | Spirou                         | Les Collines noires (Dupuis)                                               |
| 1962  | Les Dalton dans le blizzard              | 44              | Morris                   | Goscinny                          | Spirou                         | Les Dalton dans le blizzard (Dupuis)                                       |
| 1962  | La Caravane                              | 44              | Morris                   | Goscinny                          | Spirou                         | La Caravane (Dupuis)                                                       |
| 1963  | La Ville fantôme                         | 44              | Morris                   | Goscinny                          | Spirou                         | La Ville fantôme (Dupuis)                                                  |
| 1963  | Les Dalton se rachètent                  | 44              | Morris                   | Goscinny                          | Spirou                         | Les Dalton se rachètent (Dupuis)                                           |
| 1964  | Le 20ème de cavalerie                    | 44              | Morris                   | Goscinny                          | Spirou                         | Le 20e de cavalerie (Dupuis)                                               |
| 1964  | L'Escorte                                | 44              | Morris                   | Goscinny                          | Spirou                         | L'Escorte (Dupuis)                                                         |
| 1965  | Des Barbelés sur la prairie              | 44              | Morris                   | Goscinny                          | Spirou                         | Des Barbelés sur la prairie (Dupuis)                                       |
| 1965  | Calamity Jane                            | 44              | Morris                   | Goscinny                          | Spirou                         | Calamity Jane (Dupuis)                                                     |
| 1966  | Lucky Luke se défoule                    | 1               | Morris                   | Morris                            | Le Point (Belge) 4             | Lucky Luke se défoule (Le Maître du Monde)                                 |
| 1966  | Un choix d'assassins                     | 1               | Morris                   | Morris                            | Le Point (Belge) 4             | Lucky Luke se défoule (Le Maître du Monde)                                 |
| 1966  | Tortillas pour les Dalton                | 44              | Morris                   | Goscinny                          | Spirou                         | Tortillas pour les Dalton (Dupuis)                                         |
| 1966  | Le Chemin du crépuscule                  | 2               | Morris                   | Goscinny                          | Spirou                         | L'Univers de Morris (Dargaud)                                              |
| 1967  | La Diligence                             | 44              | Morris                   | Goscinny                          | Spirou                         | La Diligence (Dargaud)                                                     |
| 1967  | Rêve d’anniversaire                      | 2               | Salvé                    | Tillieux                          | Spirou                         |                                                                            |
| 1967  | Unlucky Luke story                       | 2               | Jean Roba                | Tillieux                          | Spirou                         |                                                                            |
| 1967  | Le Pied-tendre                           | 44              | Morris                   | Goscinny                          | Spirou                         | Le Pied-tendre (Dargaud)                                                   |
| 1968  | Dalton City                              | 44              | Morris                   | Goscinny                          | Pilote                         | Dalton City (Lombard)                                                      |
| 1968  | Défi à Lucky Luke                        | 9               | Morris                   | Goscinny                          | Super Pocket Pilote            | La Bataille du riz (Total)                                                 |
| 1968  | Arpèges dans la vallée                   | 16              | Morris                   | Goscinny                          | Super Pocket Pilote            | La Bataille du riz (Total) et L'Univers de Morris (Dargaud)                |
| 1969  | Jesse James                              | 44              | Morris                   | Goscinny                          | Pilote                         | Jesse James (Dargaud)                                                      |
| 1969  | Promenade dans la ville                  | 8               | Morris                   | Goscinny                          | Super Pocket Pilote            | La Bataille du riz (Total)                                                 |
| 1969  | La Bataille du riz                       | 16              | Morris                   | Goscinny                          | Super Pocket Pilote            | La Bataille du riz (Total)                                                 |
| 1969  | Western Circus                           | 44              | Morris                   | Goscinny                          | Pilote                         | Western Circus (Dargaud)                                                   |
| 1970  | Canyon Apache                            | 44              | Morris                   | Goscinny                          | Pilote                         | Canyon Apache (Dargaud)                                                    |
| 1971  | Ma Dalton                                | 44              | Morris                   | Goscinny                          | Pilote                         | Ma Dalton (Dargaud)                                                        |
| 1972  | Chasseur de primes                       | 44              | Morris                   | Goscinny                          | Pilote                         | Chasseur de primes (Dargaud)                                               |
| 1973  | Le Grand Duc                             | 44              | Morris                   | Goscinny                          | Pilote                         | Le Grand Duc (Dargaud)                                                     |
| 1973  | L'Héritage de Rantanplan                 | 44              | Morris                   | Goscinny                          | Pilote                         | L'Héritage de Rantanplan (Dargaud)                                         |
| 1974  | Le desperado à la dent de lait           | 6               | Morris                   | Goscinny                          | Lucky Luke                     | 7 histoires de Lucky Luke (Dargaud)                                        |
| 1974  | L'Hospitalité de l'Ouest                 | 6               | Morris                   | Goscinny                          | Lucky Luke                     | 7 histoires de Lucky Luke (Dargaud)                                        |
| 1974  | Maverick                                 | 6               | Morris                   | Goscinny                          | Lucky Luke                     | 7 histoires de Lucky Luke (Dargaud)                                        |
| 1974  | L'Égal de Wyatt Earp                     | 6               | Morris                   | Goscinny                          | Lucky Luke                     | 7 histoires de Lucky Luke (Dargaud)                                        |
| 1974  | Le Colporteur                            | 6               | Morris                   | Goscinny                          | Lucky Luke                     | 7 histoires de Lucky Luke (Dargaud)                                        |
| 1974  | Passage dangereux                        | 6               | Morris                   | Goscinny                          | Lucky Luke                     | 7 histoires de Lucky Luke (Dargaud)                                        |
| 1974  | Sonate en colt majeur                    | 6               | Morris                   | Goscinny                          | Lucky Luke                     | 7 histoires de Lucky Luke (Dargaud)                                        |
| 1974  | Le Cavalier blanc                        | 44              | Morris                   | Goscinny                          | Lucky Luke                     | Le Cavalier blanc (Dargaud)                                                |
| 1975  | La Guérison des Dalton                   | 44              | Morris                   | Goscinny                          | Le Nouvel Observateur          | La Guérison des Dalton (Dargaud)                                           |
| 1976  | L'Empereur Smith                         | 44              | Morris                   | Goscinny                          | Tintin                         | L'Empereur Smith (Dargaud)                                                 |
| 1977  | Le Fil qui chante                        | 44              | Morris                   | Goscinny                          | Paris Match                    | Le Fil qui chante (Dargaud)                                                |
| 1978  | La Ballade des Dalton                    | 27              | Morris                   | Goscinny                          | Spirou / Pif Gadget            | La Ballade des Dalton et autres histoires (Dargaud)                        |
| 1978  | Un Amour de Jolly Jumper                 | 7               | Morris                   | Greg                              | Spirou                         | La Ballade des Dalton et autres histoires (Dargaud)                        |
| 1978  | L'École des shérifs                      | 8               | Morris                   | Morris                            | Pif Gadget                     | La Ballade des Dalton et autres histoires (Dargaud)                        |
| 1979  | Paradise Gulch                           | 2               | Morris                   | Goscinny                          | Stripschrift (no 119, 1979)    | Les Cahiers de la bande dessinée (Glénat) et L'Univers de Morris (Dargaud) |
| 1979  | La Corde du pendu                        | 7               | Morris                   | Vicq                              | VSD                            | La Corde du pendu et autres histoires (Dargaud)                            |
| 1979  | Le Justicier                             | 7               | Morris                   | Bob de Groot                      | VSD                            | La Corde du pendu et autres histoires (Dargaud)                            |
| 1979  | Le Magot des Dalton                      | 44              | Morris                   | Morris et Vicq                    | VSD                            | Le Magot des Dalton (Dargaud)                                              |
| 1980  | Grabuge à Pancake Valley                 | 4               | Morris                   | Morris                            | 16/22 (no 72, 1980)            | La Ballade des Dalton et autres histoires (Dargaud)                        |
| 1980  | La Mine du chameau                       | 6               | Morris                   | Dom Domi (de)                     | Spirou                         | La Corde du pendu et autres histoires (Dargaud)                            |
| 1980  | Les Dalton prennent le train             | 6               | Morris                   | Goscinny                          | Spirou                         | La Corde du pendu et autres histoires (Dargaud)                            |
| 1980  | Règlement de comptes                     | 7               | Morris                   | Lodewijk                          | Eppo (no 44 et 45, 1980)       | La Corde du pendu et autres histoires (Dargaud)                            |
| 1980  | Vas-y, Ran tan plan!                     | 7               | Morris                   | Dom Domi (de)                     | Eppo (no 50 et 51, 1980)       | L'Univers de Morris (Dargaud)                                              |
| 1981  | Un Lapon au Canada                       | 6               | Morris                   | Dom Domi (de)                     | Eppo, (no 15, 1981)            | L'Univers de Morris (Dargaud)                                              |
| 1981  | Le Bandit manchot                        | 44              | Morris                   | Bob de Groot                      | Tele Junior                    | Le Bandit manchot (Dargaud)                                                |
| 1981  | Li-Chi's story                           | 8               | Morris                   | Bob de Groot                      | Tele Junior                    | La Corde du pendu et autres histoires (Dargaud)                            |
| 1982  | La Bonne parole                          | 4               | Morris                   | Bob de Groot                      |                                | La Corde du pendu et autres histoires (Dargaud)                            |
| 1982  | Sarah Bernhardt                          | 44              | Morris                   | Xavier Fauche, Jean Léturgie      | Le Matin de Paris              | Sarah Bernhardt (Dargaud)                                                  |
| 1983  | Daisy Town                               | 44              | Morris                   | Goscinny                          | La Vie                         | Daisy Town (Dargaud)                                                       |
| 1983  | Fingers                                  | 44              | Morris                   | Lo Hartog van Banda               | VSD                            | Fingers (Dargaud)                                                          |
| 1984  | Le Daily Star                            | 44              | Morris                   | Xavier Fauche, Jean Léturgie      | Spirou                         | Le Daily Star (Dargaud)                                                    |
| 1985  | La Fiancée de Lucky Luke                 | 44              | Morris                   | Vidal                             | Spirou                         | La Fiancée de Lucky Luke (Dargaud)                                         |
| 1986  | Le Ranch maudit                          | 12              | Morris et Michel Janvier | Claude Guylouis                   |                                | Le Ranch maudit (Dargaud)                                                  |
| 1986  | La Statue                                | 11              | Morris et Michel Janvier | Claude Guylouis                   |                                | Le Ranch maudit (Dargaud)                                                  |
| 1986  | Le Flume                                 | 11              | Morris et Michel Janvier | Jean Léturgie                     | Télé Star                      | Le Ranch maudit (Dargaud)                                                  |
| 1986  | La Bonne Aventure                        | 10              | Morris et Michel Janvier | Xavier Fauche, Jean Léturgie      | Télé Star                      | Le Ranch maudit (Dargaud)                                                  |
| 1987  | Nitroglycérine                           | 44              | Morris                   | Lo Hartog van Banda               | Pif Gadget                     | Nitroglycérine (Dargaud)                                                   |
| 1987  | L'Alibi                                  | 12              | Morris                   | Claude Guylouis                   | La Vie                         | L'Alibi (Dargaud)                                                          |
| 1987  | Athletic City                            | 10              | Morris                   | Claude Guylouis                   | La Vie                         | L'Alibi (Dargaud)                                                          |
| 1987  | Olé Daltonitos                           | 10              | Morris                   | Claude Guylouis                   | La Vie                         | L'Alibi (Dargaud)                                                          |
| 1987  | Un cheval disparaît                      | 12              | Morris                   | Claude Guylouis                   | La Vie                         | L'Alibi (Dargaud)                                                          |
| 1988  | Le Pony Express                          | 44              | Morris                   | Xavier Fauche, Jean Léturgie      | Pif Gadget                     | Le Pony Express (Dargaud)                                                  |
| 1991  | L'Amnésie des Dalton                     | 44              | Morris                   | Xavier Fauche, Jean Léturgie      | Pif Gadget                     | L'Amnésie des Dalton (Lucky Productions)                                   |
| 1992  | Chasse aux fantômes                      | 44              | Morris                   | Lo Hartog van Banda               |                                | Chasse aux fantômes (Lucky Productions)                                    |
| 1993  | Les Dalton à la noce                     | 44              | Morris                   | Xavier Fauche, Jean Léturgie      |                                | Les Dalton à la noce (Lucky Productions)                                   |
| 1994  | Le Pont sur le Mississippi               | 44              | Morris                   | Xavier Fauche, Jean Léturgie      |                                | Le Pont sur le Mississippi (Lucky Productions)                             |
| 1994  | Au nom de la loi                         | 13              | Studio Ortega            | Peter Menningen                   | Lucky Luke (Semic France) no 1 | Mac chez les Indiens (Lucky Productions)                                   |
| 1994  | La Chasse au trésor                      | 8               | Studio Ortega            | Peter Menningen                   | Lucky Luke (Semic France) no 1 | Mac chez les Indiens (Lucky Productions)                                   |
| 1994  | Le Plan                                  | 1               | Studio Ortega            | Peter Menningen                   | Lucky Luke (Semic France) no 1 | Lucky Luke se marie!? (Lucky Productions)                                  |
| 1994  | On n'arrête pas le progrès               | 3               | Studio Ortega            | Peter Menningen                   | Lucky Luke (Semic France) no 1 |                                                                            |
| 1994  | Pirates de l'Ouest                       | 12              | Studio Ortega            | Peter Menningen                   | Lucky Luke (Semic France) no 2 | Mac chez les Indiens (Lucky Productions)                                   |
| 1994  | Le Calumet de la paix                    | 1               | Studio Ortega            | Peter Menningen                   | Lucky Luke (Semic France) no 2 |                                                                            |
| 1994  | État de siège                            | 6               | Studio Ortega            | Peter Menningen                   | Lucky Luke (Semic France) no 2 | Lucky Luke se marie!? (Lucky Productions)                                  |
| 1994  | Secret professionnel                     | 1               | Studio Ortega            | Peter Menningen                   | Lucky Luke (Semic France) no 2 |                                                                            |
| 1994  | Le Chasseur de primes                    | 5               | Studio Ortega            | Peter Menningen                   | Lucky Luke (Semic France) no 2 |                                                                            |
| 1994  | Un Écossais au Far West                  | 12              | Studio Ortega            | Peter Menningen                   | Lucky Luke (Semic France) no 3 | Mac chez les Indiens (Lucky Productions)                                   |
| 1994  | Surprise Party                           | 1               | Studio Ortega            | Peter Menningen                   | Lucky Luke (Semic France) no 3 | Un Cheik au Far West (Lucky Productions)                                   |
| 1994  | Dressage                                 | 6               | Studio Ortega            | Peter Menningen                   | Lucky Luke (Semic France) no 3 | Lucky Luke se marie!? (Lucky Productions)                                  |
| 1994  | Grosse Fatigue                           | 3               | Studio Ortega            | Peter Menningen                   | Lucky Luke (Semic France) no 3 |                                                                            |
| 1994  | Tir croisé                               | 2               | Studio Ortega            | Peter Menningen                   | Lucky Luke (Semic France) no 3 |                                                                            |
| 1994  | Le Rat de bibliothèque                   | 6               | Studio Ortega            | Peter Menningen                   | Lucky Luke (Semic France) no 4 | Lucky Luke se marie!? (Lucky Productions)                                  |
| 1994  | L'Excursion                              | 12              | Studio Ortega            | Peter Menningen                   | Lucky Luke (Semic France) no 4 | Un Cheik au Far West (Lucky Productions)                                   |
| 1994  | Le Tigre                                 | 2               | Studio Ortega            | Peter Menningen                   | Lucky Luke (Semic France) no 4 |                                                                            |
| 1994  | Histoire d'os                            | 2               | Studio Ortega            | Peter Menningen                   | Lucky Luke (Semic France) no 4 |                                                                            |
| 1994  | Hold up                                  | 1               | Studio Ortega            | Peter Menningen                   | Lucky Luke (Semic France) no 4 |                                                                            |
| 1994  | Le Cerf-volant                           | 1               | Studio Ortega            | Peter Menningen                   | Lucky Luke (Semic France) no 4 |                                                                            |
| 1994  | La Fille à marier                        | 12              | Studio Ortega            | Peter Menningen                   | Lucky Luke (Semic France) no 5 | Lucky Luke se marie!? (Lucky Productions)                                  |
| 1994  | Le Chanteur                              | 1               | Studio Ortega            | Peter Menningen                   | Lucky Luke (Semic France) no 5 | Lucky Luke se marie!? (Lucky Productions)                                  |
| 1994  | Fantôme City                             | 8               | Studio Ortega            | Peter Menningen                   | Lucky Luke (Semic France) no 5 | Un Cheik au Far West (Lucky Productions)                                   |
| 1994  | Le cavalier                              | 3               | Studio Ortega            | Peter Menningen                   | Lucky Luke (Semic France) no 5 |                                                                            |
| 1994  | Un Cheik au Far West                     | 12              | Studio Ortega            | Peter Menningen                   | Lucky Luke (Semic France) no 6 | Un Cheik au Far West (Lucky Productions)                                   |
| 1994  | Fausse Manœuvre                          | 6               | Studio Ortega            | Peter Menningen                   | Lucky Luke (Semic France) no 6 | Lucky Luke se marie!? (Lucky Productions)                                  |
| 1994  | L'apprenti-shérif                        | 8               | Studio Ortega            | Peter Menningen                   | Lucky Luke (Semic France) no 6 |                                                                            |
| 1994  | Secret Défense                           | 8               | Studio Ortega            | Peter Menningen                   | Lucky Luke (Semic France) no 7 | Lucky Luke se marie!? (Lucky Productions)                                  |
| 1994  | Bob Pétard                               | 8               | Studio Ortega            | Peter Menningen                   | Lucky Luke (Semic France) no 7 |                                                                            |
| 1994  | Joe Président                            | 3               | Studio Ortega            | Peter Menningen                   | Lucky Luke (Semic France) no 7 | Un Cheik au Far West (Lucky Productions)                                   |
| 1994  | Le voyage en ballon                      | 9               | Studio Ortega            | Peter Menningen                   | Lucky Luke (Semic France) no 7 |                                                                            |
| 1994  | Un Ours mal léché                        | 8               | Studio Ortega            | Peter Menningen                   | Lucky Luke (Semic France) no 8 | Un Cheik au Far West (Lucky Productions)                                   |
| 1994  | Avis de recherche                        | 1               | Studio Ortega            | Peter Menningen                   | Lucky Luke (Semic France) no 8 | Mac chez les Indiens (Lucky Productions)                                   |
| 1994  | Le faiseur de pluie                      | 11              | Studio Ortega            | Peter Menningen                   | Lucky Luke (Semic France) no 8 |                                                                            |
| 1994  | L'arche de Noé                           | 10              | Studio Ortega            | Peter Menningen                   | Lucky Luke (Semic France) no 8 |                                                                            |
| 1995  | Kid Lucky                                | 44              | Morris, Pearce           | Jean Léturgie                     |                                | Kid Lucky (Lucky Productions)                                              |
| 1995  | Belle Starr                              | 44              | Morris                   | Xavier Fauche                     |                                | Belle Starr (Lucky Productions)                                            |
| 1996  | Le Klondike                              | 44              | Morris                   | Yann, Jean Léturgie               |                                | Le Klondike (Lucky Productions)                                            |
| 1997  | O.K. Corral                              | 44              | Morris                   | Eric Adam, Xavier Fauche          |                                | O.K. Corral (Lucky Productions)                                            |
| 1997  | Oklahoma Jim                             | 44              | Morris, Pearce           | Jean Léturgie, Pearce             |                                | Oklahoma Jim (Lucky Productions)                                           |
| 1998  | Marcel Dalton                            | 44              | Morris                   | Bob De Groot                      |                                | Marcel Dalton (Lucky Productions)                                          |
| 2000  | Le Prophète                              | 44              | Morris                   | Patrick Nordmann                  |                                | Le Prophète (Lucky Comics)                                                 |
| 2001  | L'Artiste peintre                        | 44              | Morris                   | Bob De Groot                      |                                | L'Artiste peintre (Lucky Comics)                                           |
| 2002  | La Légende de l'Ouest                    | 44              | Morris                   | Patrick Nordmann                  |                                | La Légende de l'Ouest (Lucky Comics)                                       |
| 2003  | Le Cuisinier français                    | 32              | Morris Achdé             | Claude Guylouis                   |                                | Le Cuisinier français (Lucky Comics)                                       |
| 2004  | La Belle Province                        | 44              | Achdé                    | Laurent Gerra                     |                                | La Belle Province (Lucky Comics)                                           |
| 2006  | La Corde au cou                          | 44              | Achdé                    | Laurent Gerra                     | TV Magazine                    | La Corde au cou (Lucky Comics)                                             |
| 2008  | L'Homme de Washington                    | 44              | Achdé                    | Laurent Gerra                     |                                | L'Homme de Washington (Lucky Comics)                                       |
| 2010  | Lucky Luke contre Pinkerton              | 44              | Achdé                    | Tonino Benacquista, Daniel Pennac | Spirou                         | Lucky Luke contre Pinkerton (Lucky Comics)                                 |
| 2011  | L'Ouest...                               | 6               | Achdé                    | Achdé                             |                                | Kid Lucky - L'Apprenti cow-boy (Lucky Comics)                              |
| 2011  | L'Apprenti cow-boy                       | 38              | Achdé                    | Achdé                             |                                | Kid Lucky - L'Apprenti cow-boy (Lucky Comics)                              |
| 2012  | Cavalier seul                            | 44              | Achdé                    | Tonino Benacquista, Daniel Pennac | Spirou                         | Cavalier seul (Lucky Comics)                                               |
| 2013  | Billy Bad                                | 6               | Achdé                    | Achdé                             |                                | Kid Lucky - Lasso périlleux (Lucky Comics)                                 |
| 2013  | Lasso périlleux                          | 38              | Achdé                    | Achdé                             |                                | Kid Lucky - Lasso périlleux (Lucky Comics)                                 |
| 2014  | Les Tontons Dalton                       | 44              | Achdé                    | Laurent Gerra, Jacques Pessis     | Spirou                         | Les Tontons Dalton (Lucky Comics)                                          |
| 2014  | Conte de Noël                            | 5               | Achdé                    | Achdé                             | Spirou                         | Kid Lucky - Statue Squaw (Lucky Comics)                                    |
| 2015  | Statue Squaw                             | 39              | Achdé                    | Achdé                             |                                | Kid Lucky - Statue Squaw (Lucky Comics)                                    |
| 2016  | La Terre promise                         | 46              | Achdé                    | Jul                               |                                | La Terre promise (Lucky Comics)                                            |
| 2016  | L'Homme qui tua Lucky Luke               | 60              | Matthieu Bonhomme        | Matthieu Bonhomme                 |                                | L'Homme qui tua Lucky Luke (Lucky Comics)                                  |
| 2017  | Ma' Luke                                 | 6               | Achdé                    | Achdé                             |                                | Kid Lucky - Suivez la flèche (Lucky Comics)                                |
| 2017  | Suivez la flèche                         | 38              | Achdé                    | Achdé                             |                                | Kid Lucky - Suivez la flèche (Lucky Comics)                                |
| 2017  | Jolly Jumper ne répond plus              | 46              | Bouzard                  | Bouzard                           |                                | Jolly Jumper ne répond plus (Lucky Comics)                                 |
| 2018  | Un cow-boy à Paris                       | 44              | Achdé                    | Jul                               |                                | Un cow-boy à Paris (Lucky Comics)                                          |
| 2019  | Justice à l'Ouest                        | 6               | Achdé                    | Achdé                             |                                | Kid Lucky - Kid ou double (Lucky Comics)                                   |
| 2019  | Kid ou double                            | 38              | Achdé                    | Achdé                             |                                | Kid Lucky - Kid ou double (Lucky Comics)                                   |
| 2020  | Un cow-boy dans le coton                 | 44              | Achdé                    | Jul                               |                                | Un cow-boy dans le coton (Lucky Comics)                                    |
| 2021  | Wanted Lucky Luke                        | 66              | Matthieu Bonhomme        | Matthieu Bonhomme                 |                                | Wanted Lucky Luke (Lucky Comics)                                           |
| 2021  | Lucky Luke se recycle                    | 60              | Mawil                    | Mawil                             |                                | Lucky Luke se recycle (Lucky Comics)                                       |
| 2021  | Choco-Boys                               | 61              | Ralf König               | Ralf König                        |                                | Choco-Boys (Lucky Comics)                                                  |
| 2022  | L'Arche de Rantanplan                    | 48              | Achdé                    | Jul                               |                                | L'Arche de Rantanplan (Lucky Comics)                                       |
| 2023  | Les Indomptés                            | 44              | Blutch                   | Blutch                            |                                | Les Indomptés (Lucky Comics)                                               |
| 2024  | Un cow-boy sous pression                 | 48              | Achdé                    | Jul                               |                                | Un cow-boy sous pression (Lucky Comics)                                    |

## Albums: La collection originale Dupuis
- 1 La Mine d'or de Dick Digger, Dupuis, janvier 1949
Scénario et dessin : Morris
- 2 Rodéo, Dupuis, janvier 1950
Scénario et dessin : Morris
- 3 Arizona, Dupuis, janvier 1951
Scénario et dessin : Morris
- 4 Sous le ciel de l'Ouest, Dupuis, janvier 1952
Scénario et dessin : Morris
- 5 Lucky Luke contre Pat Poker, Dupuis, janvier 1953
Scénario et dessin : Morris
- 6 Hors-la-loi, Dupuis, janvier 1954
Scénario et dessin : Morris
- 7 L'Élixir du Docteur Doxey, Dupuis, janvier 1955
Scénario et dessin : Morris
- 8 Phil Defer, Dupuis, janvier 1956
Scénario et dessin : Morris
- 9 Des rails sur la prairie, Dupuis, janvier 1957
Scénario : René Goscinny - Dessin : Morris
- 10 Alerte aux Pieds-Bleus, Dupuis, janvier 1958
Scénario et dessin : Morris
- 11 Lucky Luke contre Joss Jamon, Dupuis, janvier 1958
Scénario : René Goscinny - Dessin : Morris
- 12 Les Cousins Dalton, Dupuis, janvier 1958
Scénario : René Goscinny - Dessin : Morris
- 13 Le Juge, Dupuis, janvier 1959
Scénario : René Goscinny - Dessin : Morris
- 14 Ruée sur l'Oklahoma, Dupuis, janvier 1960
Scénario : René Goscinny - Dessin : Morris
- 15 L'Évasion des Dalton, Dupuis, janvier 1960
Scénario : René Goscinny - Dessin : Morris
- 16 En remontant le Mississippi, Dupuis, janvier 1961
Scénario : René Goscinny - Dessin : Morris
- 17 Sur la piste des Dalton, Dupuis, janvier 1962
Scénario : René Goscinny - Dessin : Morris
- 18 À l'ombre des derricks, Dupuis, janvier 1962
Scénario : René Goscinny - Dessin : Morris
- 19 Les Rivaux de Painful Gulch, Dupuis, janvier 1962
Scénario : René Goscinny - Dessin : Morris
- 20 Billy the Kid, Dupuis, janvier 1962
Scénario : René Goscinny - Dessin : Morris
- 21 Les Collines noires, Dupuis, janvier 1963
Scénario : René Goscinny - Dessin : Morris
- 22 Les Dalton dans le blizzard, Dupuis, janvier 1963
Scénario : René Goscinny - Dessin : Morris
- 23 Les Dalton courent toujours, Dupuis, janvier 1964
Scénario : René Goscinny - Dessin : Morris
- 24 La Caravane, Dupuis, janvier 1964
Scénario : René Goscinny - Dessin : Morris
- 25 La Ville fantôme, Dupuis, janvier 1965
Scénario : René Goscinny - Dessin : Morris
- 26 Les Dalton se rachètent, Dupuis, janvier 1965
Scénario : René Goscinny - Dessin : Morris
- 27 Le 20ème de cavalerie, Dupuis, janvier 1965
Scénario : René Goscinny - Dessin : Morris
- 28 L'Escorte, Dupuis, janvier 1966
Scénario : René Goscinny - Dessin : Morris
- 29 Des barbelés sur la prairie, Dupuis, janvier 1967
Scénario : René Goscinny - Dessin : Morris
- 30 Calamity Jane, Dupuis, janvier 1967
Scénario : René Goscinny - Dessin : Morris
- 31 Tortillas pour les Dalton, Dupuis, janvier 1967
Scénario : René Goscinny - Dessin : Morris

## Albums: La collection originale Dargaud - Lucky Productions - Lucky Comics
- 1 La Diligence, Dargaud, avril 1968
Scénario : René Goscinny - Dessin : Morris
- 2 Le Pied-Tendre, Dargaud, septembre 1968
Scénario : René Goscinny - Dessin : Morris
- 3 Dalton City, Dargaud, janvier 1969
Scénario : René Goscinny - Dessin : Morris
- 4 Jesse James, Dargaud, juillet 1969
Scénario : René Goscinny - Dessin : Morris
- 5 Western Circus, Dargaud, janvier 1970
Scénario : René Goscinny - Dessin : Morris
- 6 Canyon Apache, Dargaud, janvier 1971
Scénario : René Goscinny - Dessin : Morris
- 7 Ma Dalton, Dargaud, octobre 1971
Scénario : René Goscinny - Dessin : Morris
- 8 Chasseur de primes, Dargaud, octobre 1972
Scénario : René Goscinny - Dessin : Morris
- 9 Le Grand Duc, Dargaud, avril 1973
Scénario : René Goscinny - Dessin : Morris
- 10 L'Héritage de Rantanplan, Dargaud, octobre 1973
Scénario : René Goscinny - Dessin : Morris
- 11 7 histoires de Lucky Luke, Dargaud, octobre 1974
Scénario : René Goscinny - Dessin : Morris
- 12 Le Cavalier blanc, Dargaud, janvier 1975
Scénario : René Goscinny - Dessin : Morris
- 13 La Guérison des Dalton, Dargaud, juillet 1975
Scénario : René Goscinny - Dessin : Morris
- 14 L'Empereur Smith, Dargaud, avril 1976
Scénario : René Goscinny - Dessin : Morris
- 15 Le Fil qui chante, Dargaud, octobre 1977
Scénario : René Goscinny - Dessin : Morris
- 16 Le Magot des Dalton, Dargaud, mars 1980
Scénario : Vicq - Dessin : Morris
- 17 Le Bandit manchot, Dargaud, avril 1981
Scénario : Bob de Groot - Dessin : Morris
- 18 Sarah Bernhardt, Dargaud, mars 1982
Scénario : Xavier Fauche, Jean Léturgie - Dessin : Morris
- 19 La Corde du pendu et autres histoires, Dargaud, juin 1982
Scénario : Bob de Groot, Dom Domi (de), René Goscinny, Lodewijk, Vicq - Dessin : Morris
- 20 Daisy Town, Dargaud, janvier 1983
Scénario : René Goscinny - Dessin : Morris
- 21 Fingers, Dargaud, septembre 1983
Scénario : Lo Hartog van Banda - Dessin : Morris
- 22 Le Daily Star, Dargaud, novembre 1984
Scénario : Xavier Fauche, Jean Léturgie - Dessin : Morris
- 23 La Fiancée de Lucky Luke, Dargaud, novembre 1985
Scénario : Guy Vidal - Dessin : Morris
- 24 La Ballade des Dalton et autres histoires, Dargaud, mars 1986
Scénario : René Goscinny, Greg, Morris - Dessin : Morris
- 25 Le Ranch maudit, Dargaud, novembre 1986
Scénario : Xavier Fauche, Jean Léturgie, Claude Guylouis - Dessin : Morris
- 26 Nitroglycérine, Dargaud, avril 1987
Scénario : Lo Hartog van Banda - Dessin : Morris
- 27 L'Alibi, Dargaud, décembre 1987
Scénario : Claude Guylouis - Dessin : Morris
- 28 Le Pony Express, Dargaud, juin 1988
Scénario : Xavier Fauche, Jean Léturgie - Dessin : Morris
- 29 L'Amnésie des Dalton, Lucky Productions, novembre 1991
Scénario : Xavier Fauche, Jean Léturgie - Dessin : Morris
- 30 Chasse aux fantômes, Lucky Productions, septembre 1992
Scénario : Lo Hartog van Banda - Dessin : Morris
- 31 Les Dalton à la noce, Lucky Productions, septembre 1993
Scénario : Xavier Fauche, Jean Léturgie - Dessin : Morris
- 32 Le Pont sur le Mississippi, Lucky Productions, septembre 1994
Scénario : Xavier Fauche, Jean Léturgie - Dessin : Morris
- 33 Kid Lucky, Lucky Productions, avril 1995
Scénario : Jean Léturgie - Dessin : Pearce
- 34 Belle Starr, Lucky Productions, août 1995
Scénario : Xavier Fauche - Dessin : Morris
- 35 Le Klondike, Lucky Productions, août 1996
Scénario : Jean Léturgie, Yann - Dessin : Morris
- 36 O.K. Corral, Lucky Productions, août 1997
Scénario : Éric Adam, Xavier Fauche - Dessin : Morris
- 37 Oklahoma Jim, Lucky Productions, août 1997
Scénario : Jean Léturgie - Dessin : Pearce
- 38 Marcel Dalton, Lucky Productions, octobre 1998
Scénario : Bob de Groot - Dessin : Morris
- 39 Le Prophète, Lucky Comics, mars 2000
Scénario : Patrick Nordmann - Dessin : Morris
- 40 L'Artiste-peintre, Lucky Comics, mars 2001
Scénario : Bob de Groot - Dessin : Morris
- 41 La Légende de l'Ouest, Lucky Comics, janvier 2002
Scénario : Patrick Nordmann - Dessin : Morris

## Albums: hors série de la collection originale
- HS01 Histoire d'un dessin animé, scénario Goscinny René - Dessin Morris - éditeur Dargaud octobre 1971
- HS02 La ballade des Dalton, scénario Goscinny René - Dessin Morris - éditeur Dargaud, juillet 1978  grand format, d'après le film animé
- HS03. Lucky Luke à 50 ans ! scénario Fauche Xavier - Dessin Morris - éditeur Lucky Productions  novembre 1997
- HS04. Le Cuisinier français, scénario Guylouis, Claude et dessin Achdé et Morris. éditeur Lucky Comics  février 2003

## Albums: pub et pastiches
- Lucky Luke la bataille du riz, scénario Goscinny René - Dessin Morris - éditeur PEG (Total) mars 1972
- Lucky Luke et le piano, scénario Goscinny René - Dessin Morris - éditeur Chevron, janvier 1976
- Lucky Luke se marie !?, scénario et dessin d'après Morris. éditeur Lucky Productions (Esso)  mars 1995
- Lucky Luke - Mac chez les Indiens, scénario et dessin d'après Morris. éditeur Lucky Productions (Esso)  mars 1995
- Lucky Luke Un cheik au Far West, scénario et dessin d'après Morris. éditeur Lucky Productions (Esso)  mars 1995
- La face cachée de Morris,  scénario Delporte Yvan et dessin Morris. éditeur Lucky Productions  janvier 1991
- Le père de Lucky Luke, scénario et dessin d'après Morris. éditeur GEM' S février 1999

## Albums:Les Aventures de Lucky Luke d'après Morris
- 1 La Belle Province, Lucky Comics, septembre 2004
Scénario : Laurent Gerra - Dessin : Achdé
- 2 La Corde au cou, Lucky Comics, octobre 2006
Scénario : Laurent Gerra - Dessin : Achdé
- 3 L'Homme de Washington, Lucky Comics, décembre 2008
Scénario : Laurent Gerra - Dessin : Achdé
- 4 Lucky Luke contre Pinkerton, Lucky Comics, octobre 2010
Scénario : Daniel Pennac, Tonino Benacquista - Dessin : Achdé
- 5 Cavalier seul, Lucky Comics, octobre 2012
Scénario : Daniel Pennac, Tonino Benacquista - Dessin : Achdé
- 6 Les Tontons Dalton, Lucky Comics, octobre 2014
Scénario : Laurent Gerra, Jacques Pessis - Dessin : Achdé
- 7 La Terre promise, Lucky Comics, novembre 2016
Scénario : Jul - Dessin : Achdé
- 8 Un cow-boy à Paris, Lucky Comics, novembre 2018
Scénario : Jul - Dessin : Achdé
- 9 Un cow-boy dans le coton, Lucky Comics, octobre 2020
Scénario : Jul - Dessin : Achdé
- 10 L'Arche de Rantanplan, Lucky Comics, octobre 2022
Scénario : Jul - Dessin : Achdé
- 11 Un cow-boy sous pression, Lucky Comics, novembre 2024
Scénario : Jul - Dessin : Achdé

## Albums:Les Aventures de Kid Lucky d'après Morris
- Kid Lucky, scénario Léturgie Jean - Dessin Pearce -Lucky Productions avril 1995
- Oklahoma Jim, scénario Léturgie Jean - Dessin Pearce -Lucky Productions  janvier 1997
- 1 L'Apprenti cow-bow, Lucky Comics, novembre 2011
Scénario et dessin : Achdé
- 2 Lasso périlleux, Lucky Comics, novembre 2013
Scénario et dessin : Achdé
- 3 Statue Squaw, Lucky Comics, novembre 2015
Scénario et dessin : Achdé
- 4 Suivez la flèche, Lucky Comics, novembre 2017
Scénario et dessin : Achdé
- 5 Kid ou Double, Lucky Comics, novembre 2019
Scénario et dessin : Achdé

## Albums:Un hommage à Lucky Luke d'après Morris
- 1 L'Homme qui tua Lucky Luke, Lucky Comics, avril 2016
Scénario et dessin : Matthieu Bonhomme
- 2 Jolly Jumper ne répond plus, Lucky Comics, janvier 2017
Scénario et dessin : Guillaume Bouzard
- 3 Wanted Lucky Luke, Lucky Comics, avril 2021
Scénario et dessin : Matthieu Bonhomme
- 4 Lucky Luke se recycle, Lucky Comics, juin 2021
Scénario et dessin : Mawil
- 5 Choco-boys, Lucky Comics, octobre 2021
Scénario et dessin : Ralf König
- 6 Les Indomptés, Lucky Comics, décembre 2023
Scénario et dessin : Blutch